# Frank-Paul Nu'uausala

a Compétitions nationales et continentales officielles uniquement.

b Matchs officiels uniquement.
Frank-Paul Nuuausala, né le 13 février 1987 à Auckland, est un joueur de rugby à XIII néo-zélandais évoluant au poste de pilier dans les années 2000. Il a effectué toute sa carrière professionnelle aux Sydney Roosters depuis 2007. Il est également sélectionné en équipe de Nouvelle-Zélande pour disputer le Tournoi des Quatre Nations 2009 en Angleterre et en France.

## Palmarès
- Vainqueur du World Club Challenge : 2017 (Wigan Warriors).